# The Forbidden Woman (film fra 1920)
The Forbidden Woman er en amerikansk stumfilm fra 1920 af Harry Garson.

## Medvirkende
- Clara Kimball Young som Diane Sorel
- Conway Tearle som Malcolm Kent
- Jiquel Lanoe som Andrew De Clermont
- Kathryn Adams som De Clermont
- Winter Hall som Edward Harding
- Milla Davenport som Luisa
- Stanton Williams som Jimmy
- John MacKinnon